# Ato de Conservação da Antártica
O Ato de Conservação da Antártica é uma lei federal americana, aprovada em 1978 pelo Congresso dos Estados Unidos, que trata dos problemas relativos à conservação do meio ambiente na Antártica. O Ato tem como objetivo proteger os ecossistemas antárticos de mudanças provocadas pelo homem, sendo proibido retirar espécies de aves e mamíferos do continente, ou mesmo introduzir novas espécies de seres vivos. Determinadas áreas são protegidas de visitação humana, assim como também é proibido utilizar quaisquer produtos que causem poluição na Antártica.